# Geert Van Rampelberg
Geert Van Rampelberg (Asse, 11 juli 1975) is een Belgisch acteur.

## Biografie
Geert Van Rampelberg studeerde in 1998 af aan de Studio Herman Teirlinck. In het theater speelt hij bij de theatergezelschappen HETPALEIS, Theater Zuidpool, KVS, 't Arsenaal, BRONKS en Het Toneelhuis in onder andere Alleen op de wereld, Blind date, De gebroeders Leeuwenhart, Leven en werken van Leopold II en De kollega's. Hij is ook medeoprichter van en verbonden aan Olympique Dramatique (samen met jaargenoten Stijn Van Opstal, Tom Dewispelaere en Ben Segers) met welk gezelschap hij meespeelde in Neen, serieus, Drie kleuren wit, De Jossen, De geruchten en Kunstminnende heeren.
In 1997 had hij een eerste bijrol in Windkracht 10. Nadien volgden bijrollen in F.C. De Kampioenen, Flikken, Café Majestic, Recht op Recht en speelde hij in een aantal kortfilms.
In 2003 speelde hij in De zaak Alzheimer van Erik Van Looy als Tom Coemans. In 2005 volgde een bijrol in de film Een ander zijn geluk. In 2006 zette hij in De Parelvissers de figuur van Dick De Groot neer.
In Van vlees en bloed (2009) had hij een bijrol als notaris Michel Vrydaghs. Ook in 2009 speelt hij in de één-serie Oud België de rol van Leonard Junior en heeft hij een hoofdrol als Koen Verberk in de VTM-televisieserie Code 37. Hij was ook te zien in de fictiereeks Dubbelleven op één.
Ook speelt hij in seizoen 5 van Zone Stad en in de serie Vermist. Ook in 2011 duikt hij opnieuw op in Vermist. In 2011 is hij te zien in de film van Code 37 en speelde hij een hoofdrol als Hendrik in Swooni.
Najaar 2011 (reeks 1) en een jaar later (reeks 2) was hij te zien op Ketnet als Koning Sop in Zingaburia, geschreven door Hugo Matthysen. In 2012 speelt hij de rol van een verzekeringsagent in de VTM-reeks Clan. 
Hij is bevriend met collega-acteur Wouter Hendrickx, met wie hij samen in Beste vrienden op één te zien was.
In 2012 had hij een hoofdrol in de film Tot Altijd van Nic Balthazar en speelde hij eveneens in The Broken Circle Breakdown van Felix Van Groeningen.
In 2013 was hij te zien in de televisiereeks Salamander (één), in de rol van Harry Wolfs, een verzetsstrijder en hoofdrolspeler in het verhaal over de wraakactie opgezet door de zoon van het personage, Gil Wolfs, gespeeld door Vic De Wachter. Het kiezen van Geert Van Rampelberg voor deze rol is niet geheel onlogisch aangezien diens klankkleur hem de officieuze titel "Vic De Wachter van de nieuwe generatie" opleverde. In 2014 speelt hij de hoofdrol in De Behandeling van Hans Herbots.
In 2016 was Geert te zien in Chaussée d'amour, een reeks uitgezonden op Telenet (Play/Play More), en waar hij de rol vertolkte van apotheker Jérome.
Op 26 oktober 2023 raakte bekend dat Geert de rol van Walter zal vertolken in de Studio 100-productie Red Star Line, samen met Peter Van De Velde. Deze loopt in het Studio 100 Pop-Up Theater. In 2024 nam hij deel aan De Slimste Mens ter Wereld.

## Filmografie
| Productie                     | Rol                         | Jaar             |
| ----------------------------- | --------------------------- | ---------------- |
| Windkracht 10                 | Drukker                     | 1997             |
| F.C. De Kampioenen            | Schilder                    | 1998             |
| Flikken                       | Robin                       | 2000             |
| Café Majestic                 | Herman                      | 2000             |
| Recht op Recht                | Danny Verelst/ Peter Freyns | 2001/2002        |
| Dennis                        | Jan Babylon                 | 2003             |
| De zaak Alzheimer             | Tom Coemans                 | 2003             |
| De zusjes Kriegel             | Politieagent                | 2004             |
| Cologne (korte film)          | Frank                       | 2004             |
| The Incredibles               | Overige stemmen             | 2004             |
| Team Spirit                   | Ober                        | 2005             |
| Een ander zijn geluk          | Collega Mark                | 2005             |
| De Parelvissers               | Dick Degroot                | 2006             |
| Witse                         | Sammy Prenen                | 2006             |
| Van vlees en bloed            | Michel Vrydaghs             | 2009             |
| Oud België                    | Leonard Junior              | 2010             |
| Zone Stad                     | Brik Delsing                | 2010             |
| Marie                         | Ruben                       | 2010             |
| Dubbelleven                   | Ruben Nuyens                | 2010-2011        |
| Swooni                        | Hendrik                     | 2011             |
| Code 37                       | Koen Verberk                | 2011             |
| Vermist                       | Vincent Weemaes             | 2010-2011        |
| Tot altijd                    | Thomas                      | 2012             |
| The Croods                    | Grug (stem)                 | 2012             |
| The Broken Circle Breakdown   | William                     | 2012             |
| Clan                          | Matthias Dewitt             | 2012             |
| Code 37                       | Koen Verberk                | 2009-2012        |
| Zingaburia                    | Koning Sop                  | 2011, 2012, 2013 |
| Salamander                    | Harry Dewulf                | 2013             |
| De behandeling                | Nick Cafmeyer               | 2014             |
| Cordon                        | Sam                         | 2014             |
| Image                         |                             | 2014             |
| Café Derby                    | Frank                       | 2015             |
| De zoon van Artan             | Sieg                        | 2015             |
| La Tierra Roja                | Pierre                      | 2015             |
| Chaussée d'Amour              | Jérôme Fonteyne             | 2016             |
| Finding Dory (Vlaamse versie) | Hank de octopus             | 2016             |
| Vincent                       | Raf                         | 2016             |
| Tytgat Chocolat               | Blinde man in station       | 2017             |
| De infiltrant                 | Danny Desmedt               | 2018             |
| De Dag                        | Serge De Coninck            | 2019             |
| Studio Tarara                 | Patrick Willems             | 2019             |
| Black-Out                     | Michaël Dedoncker           | 2020-2021        |
| Red Light                     | Ingmar Leka                 | 2020-2021        |
| The Croods 2: Een nieuw begin | Grug (stem)                 | 2021             |
| Braqueurs                     | Chris                       | 2021, 2023       |
| Transport                     | Alex van Buren              | 2022             |
| Ritueel                       | Nick Cafmeyer               | 2022             |
| Zillion                       | Dimi                        | 2022             |
| Assisen                       | Samuel Indria               | 2023             |
| Knokke off                    | Patrick Vandael             | 2023-heden       |
| El correo                     | Belgische agent             | 2024             |
| Hawa & Adam                   | Joris Simons                | 2024             |
| Young Hearts                  | Luk Montero                 | 2024             |
| Mon inséparable               | Frank                       | 2024             |
| BXL                           | Michael                     | 2025             |
| Patsers                       | burgemeester Caster         | 2025             |
| Soft Leaves                   | Julien                      | 2025             |

- Bibliothèque nationale de France: cb17911360t (data)
- Gemeinsame Normdatei: 1065340796
- International Standard Name Identifier: 0000 0004 3916 5558
- MusicBrainz: 0c9042bd-2258-4898-bf17-c3fd12a33de8
- Virtual International Authority File: 311380643
- WorldCat: E39PBJc3KwppDcMGbM3Y4bg7pP